# St. Blasius (Obernfeld)

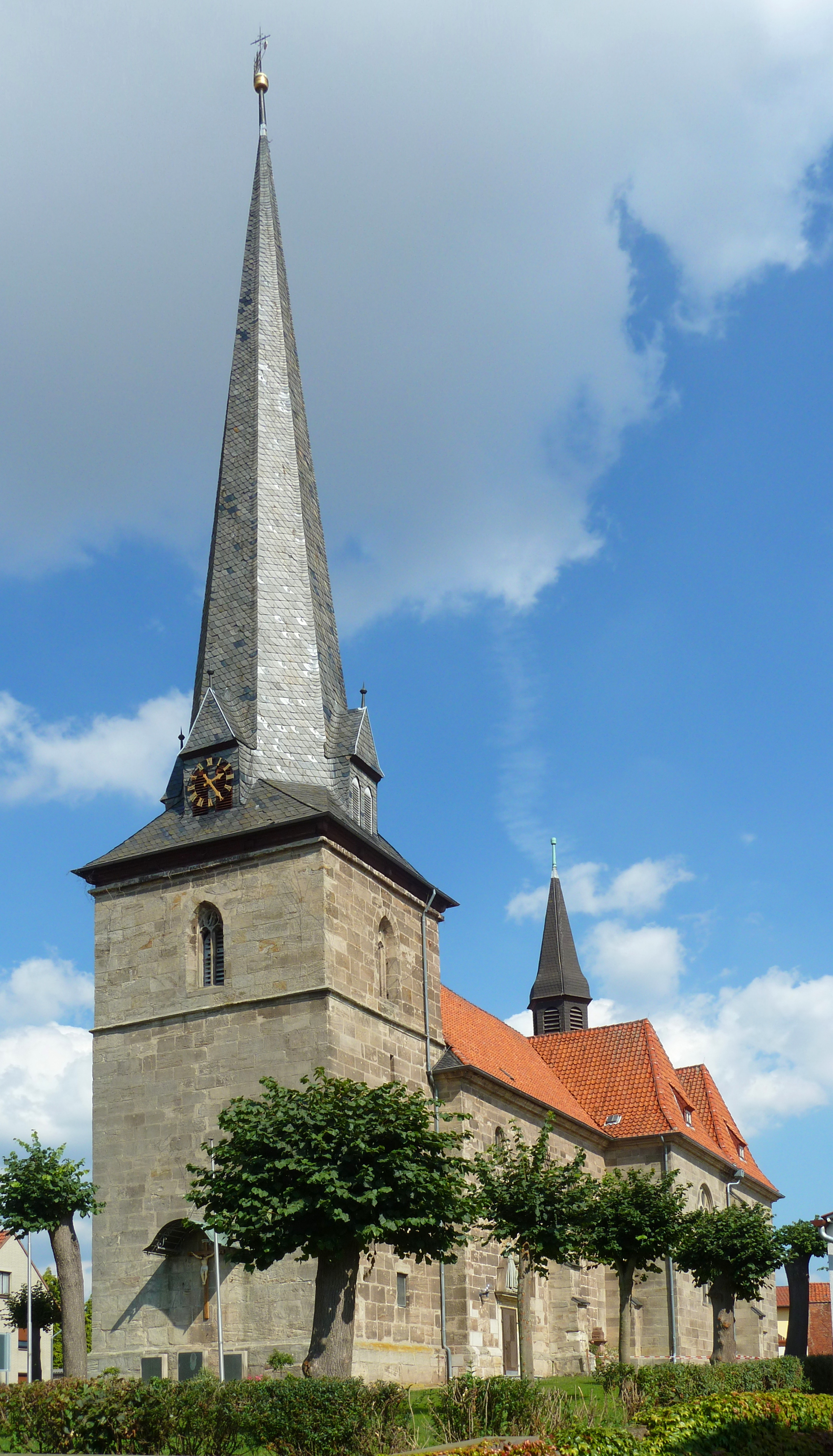
Kirche von Südwesten

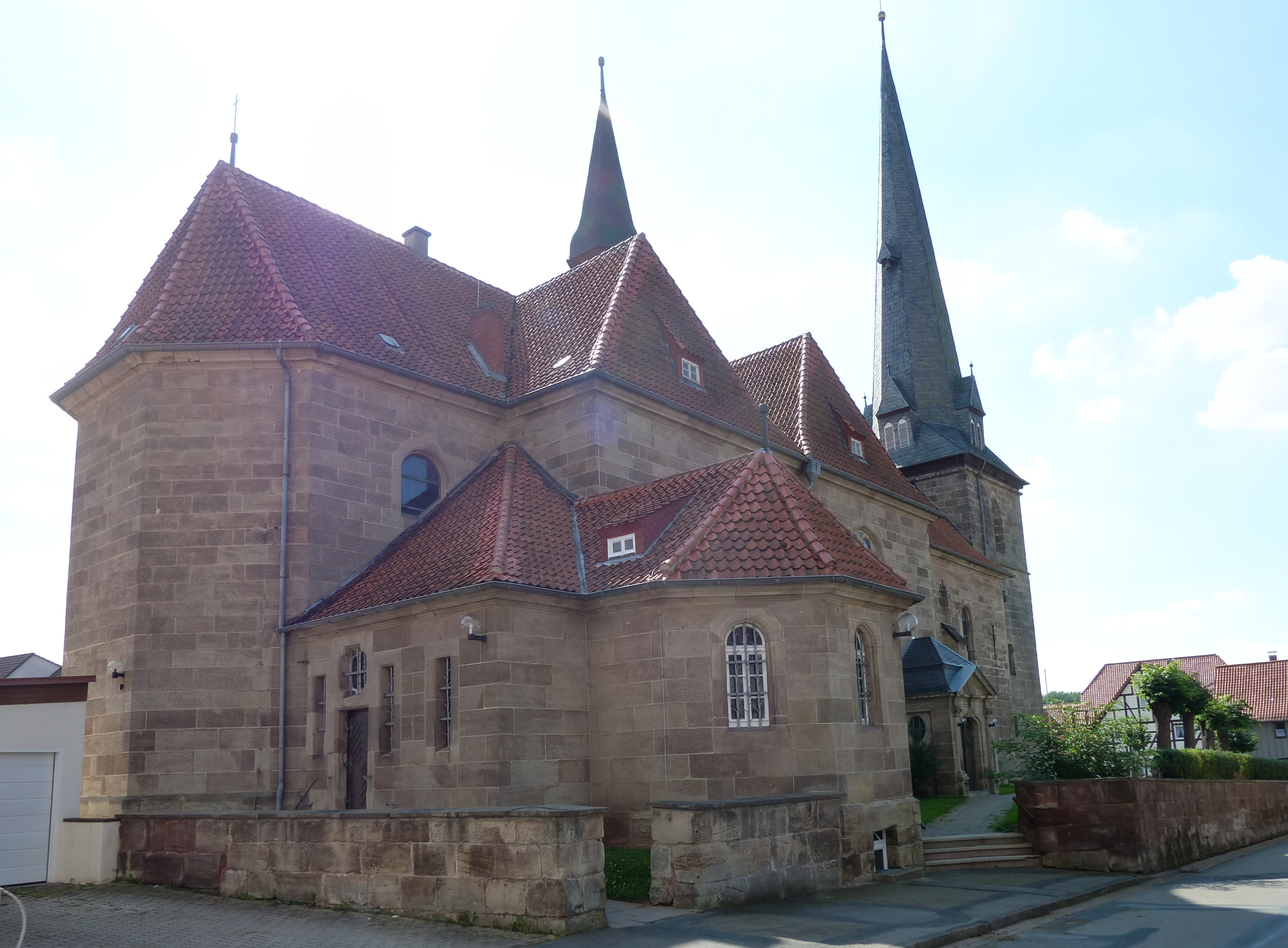
Kirche von Nordosten

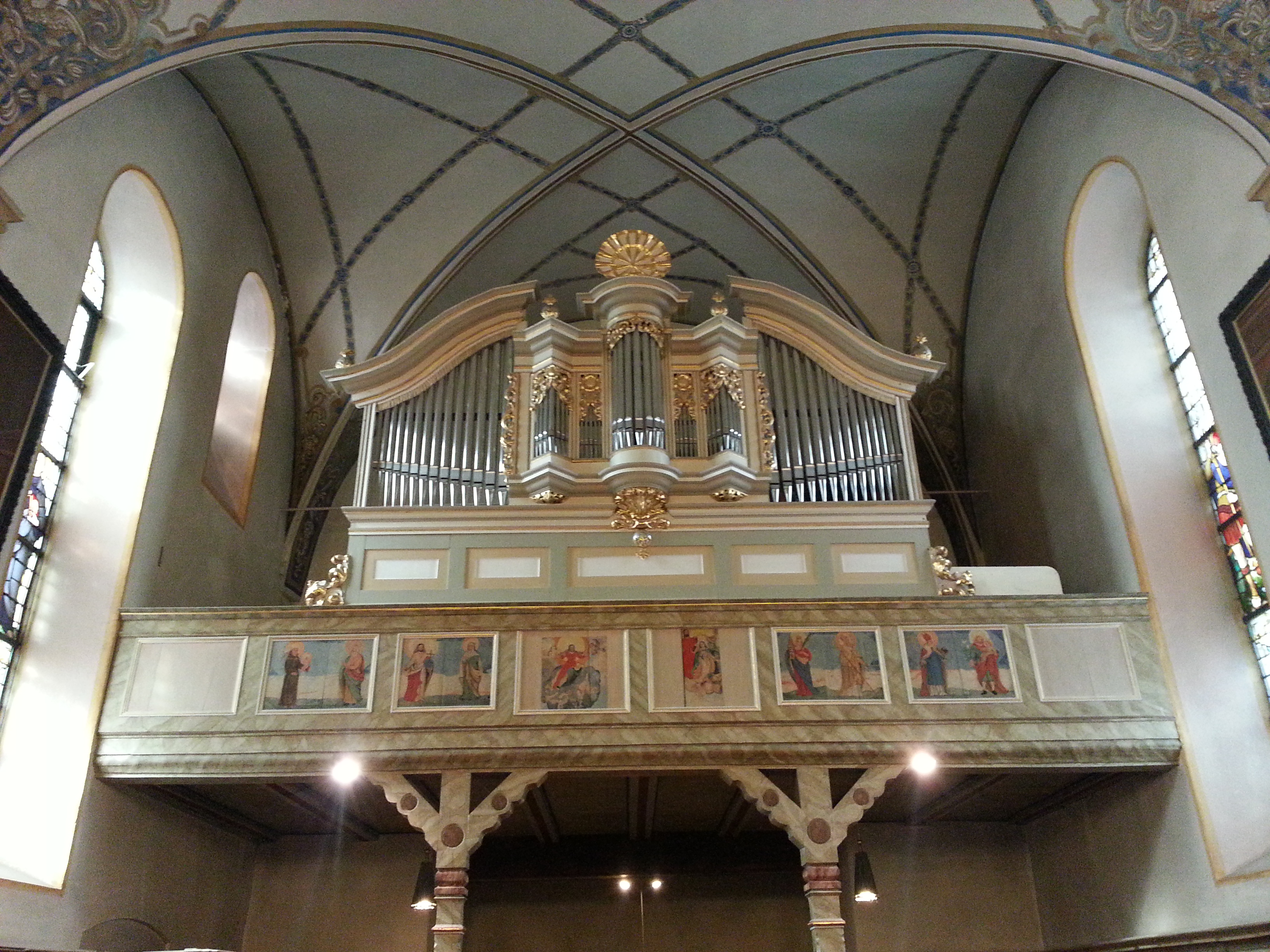
Die Krell-Orgel hinter dem historischen Prospekt von Johannes Creutzburg aus dem Jahr 1723

Die katholische Dorfkirche  St. Blasius steht in Obernfeld, einer Gemeinde im Landkreis Göttingen in Niedersachsen. Sie befindet sich in der Ortsmitte von Obernfeld, in der Straße „Kirchgasse 5“. Die nach dem heiligen Blasius von Sebaste benannte Kirche gehört als Filialkirche zur Pfarrei „St. Johannes der Täufer“ mit Sitz in Seulingen, im Dekanat Untereichsfeld des Bistums Hildesheim.

## Geschichte
Die 1629 aus Sandsteinen erbaute barocke Saalkirche ist auf den Grundsteinen der Vorgängerkirche aus dem Jahre 1473 nach ihrer Zerstörung aufgebaut worden. Ihre reiche Ausstattung erhielt das in rund 165 Meter Höhe über dem Meeresspiegel gelegene Gotteshaus im 18. Jahrhundert. Der barocke Hochaltar und der Seitenaltar mit Pietà und Rokokokanzel schmücken den Raum zudem kirchlich. Auch der Prospekt der von Johannes Creutzburg erbauten Orgel aus dem Jahre 1723 ist gut erhalten. Ein neues Werk von Louis Krell aus Duderstadt wurde 1913 und 1914 eingebaut.
Am 27. April 1913 leitete der Pfarrer Heinrich Leupke die Gründung des Gesellenvereins ein, aus dem sich die örtliche Kolpingfamilie bildete, die später zum 100sten Gründungsjubiläum auf dem Kirchhof von St. Blasius einen Glockenturm mit der alten Turmglocke und einer Gedenktafel aufstellen ließ.
Im Gotteshaus finden neben Gottesdiensten auch geistliche Konzerte statt.
Seit dem 1. März 2004 gehört die Kirche zum damals neu eingerichteten Dekanat Untereichsfeld, zuvor gehörte sie zum Dekanat Gieboldehausen-Lindau. Vom 1. September 2010 an gehörte die Kirche zur Pfarrgemeinde „Mariä Verkündigung“ mit Sitz in Germershausen, die Pfarrei „St. Blasius“ wurde in diesem Zusammenhang aufgehoben. Seit dem 1. November 2014 gehört die Kirche zur Pfarrei „St. Johannes der Täufer“ mit Sitz in Seulingen.